# Alt-aragonès medieval
L'alt-aragonès medieval o aragonès medieval de l'Alt Aragó és el conjunt de varietats del navarrès-aragonès que es van parlar a l'edat mitjana a l'Alt Aragó.
Als segles en els que a l'Alt Aragó s'escrivien els documents en llatí, els textos presentaven elements romànics que es corresponen amb la fonètica, morfologia, sintaxi aragoneses o que les precedien: Ad Galino Acenarece era lorika, ero cabalo, era espata.
Els textos romanços escrits a l'Alt Aragó no es diferencien dels textos escrits a la vall de l'Ebre des de l'instant en què es va fixar la scripta medieval aragonesa. No obstant això, els caràcters de l'aragonès medieval de l'Alt Aragó que continuen fent-se servir avui i que no eren inclosos en la scripta medieval es reflecteixen esporàdicament en aquells textos.
Ja al segle xvi, a la Vall de Tena, s'escrivien textos notarials en aragonès. En aquests textos es documenten topònims menors amb una fonètica que respon la l'actual aragonès centre-occidental.

## Fonètica
En algunes àrees del Pirineu Axial i Prepirineu la -LL- geminada llatina presentava una evolució a fonemes o al·lòfons comparables a l'actual che vaqueira i que avui es manifesten en paraules amb -ch-, -t- o -s- sonora que en aragonès general presenten -ll-, com gricha per a «grills». Aquesta evolució es detecta sobretot en topònims: 
- Cotata correspon a collada.
- Castiecho, Castieto, Castieso correspon fonèticament a castiello.
- Lacuniacha correspon fonèticament a laguniella.
- Vachato correspon fonèticament a vallato.

## Morfologia
El sistema d'articles definits que es veuen als textos escrits és el, los, la, las d'acord amb la scripta medieval aragonesa. No obstant això, altres sistemes com ara lo, los, la, las o ja sense consonant o, os, a, as també es troben en casos aïllats. Per exemple en una versió del segle xiii del Fur de Jaca trobem algun cas aïllat d'ús de l'article os:
| « | muytos infanzons a(n) castiellos e villas en os quals terminos | » |

Evolució històrica de l'aragonès-navarrès-riojà

Precedint els usos actuals es feien servir indefinits que no es detecten en l'aragonès de la Vall de l'Ebre com bel, bella (que quasi no es documenten en textos medievals), i garra (que no es documenta en textos medievals).
Els passats imperfectes d'indicatiu que ensenyen els textos són quasi sempre en -aba o -ía, però esporàdicament trobem les formes genuïnes en -aba, -eba, -iba que persisteixen en l'aragonès actual. Per exemple, en una versió aragonesa del segle xiii del Fur de Jaca veiem que fan servir quasi sempre imperfectes en -ía per a les conjugacions segons i tercera (dezían), però es troben casos aïllats d'ús de la forma genuïna en -iba (exiua, passat imperfecte del verb eixir).
Els participis que es representen en els textos són en -ado, -ido. Els participis en -ato, -ito de l'actual aragonès central no es fan servir en els textos escrits, però en la zona central en veiem en microtopònims esmentats en aquests textos estandarditzats (vachato). A la Ribagorça occidental l'apòcope de la o en -ado, -edo, -ido va conduir a formes en -ad, -ed i -id que vocalitzen en -au, -eu, -iu, que es troben avui en ribagorçà i especialment en benasquès.